# Saint-Bon-Tarentaise
Saint-Bon-Tarentaise korábbi község (település) Franciaországban, Savoie megyében. 2017. január 1-jén La Perrière községgel egyesült és Courchevel új község része lett.
Lakosainak száma 1864 fő (2018. január 1.). Saint-Bon-Tarentaise Les Allues, Bozel, Montagny, La Perrière, Planay és Pralognan-la-Vanoise községekkel határos.

## Népesség
A település népessége az elmúlt években az alábbi módon változott:
| Lakosok száma | 1920 | 1901 | 2425 | 1874 | 1864 |
|               | 2013 | 2015 | 2016 | 2017 | 2018 |